# Vezan
Der Vezan ist ein kleiner Fluss im Zentralmassiv von Frankreich, der im Département Allier der Region Auvergne-Rhône-Alpes südwestlich der Stadt Moulins verläuft.

## Geografie

### Verlauf
Der Vezan entspringt einem kleinen See im Gemeindegebiet von Cressanges, entwässert generell Richtung Südsüdost durch die Landschaft des Bourbonnais und mündet nach rund 17 Kilometern im Gemeindegebiet von Châtel-de-Neuvre als linker Nebenfluss in den Allier. Der Vezan quert im Oberlauf die Autobahn A79, der Mündungsabschnitt liegt im Naturschutzgebiet Val d’Allier.

### Orte am Fluss
(Reihenfolge in Fließrichtung)
- Cressanges
- Les Gagneux, Gemeinde Cressanges
- Les Zéros, Gemeinde Treban
- Le Rif, Gemeinde Meillard
- Montmalard, Gemeinde Bresnay
- Tilly, Gemeinde Châtel-de-Neuvre